# Enrico Rufini
Enrico Rufini (1933 – Ascoli Piceno, 27 gennaio 2007) è stato un costumista e scenografo italiano.

## Biografia
Molto attivo soprattutto in televisione, dapprima in Rai poi a Mediaset con un grande numero di programmi e sceneggiati, al cinema fu costumista per cinque film tra il 1963 e il 1977. Lavorò tra gli altri con Raffaella Carrà per la quale disegnò il noto costume a laccetti che scopriva l'ombelico in Canzonissima, Erminio Macario, Raimondo Vianello, Sandra Mondaini, Gino Bramieri e Corrado. Era sposato con Giuliana Nicolai.

## Filmografia

### Cinema
- I diavoli di Spartivento, regia di Leopoldo Savona (1963)
- Remo e Romolo - Storia di due figli di una lupa, regia di Mario Castellacci e Pier Francesco Pingitore (1976)
- Languidi baci... perfide carezze, regia di Alfredo Angeli (1976)
- Nerone, regia di Mario Castellacci e Pier Francesco Pingitore (1977) – anche scenografia
- Voto di castità, regia di Joe D'Amato (1977)

### Televisione
- Lo squarciagola, regia di Luigi Squarzina (1966)
- Sheridan, squadra omicidi, regia di Leonardo Cortese – serie TV, due episodi (1967)
- Nero Wolfe, regia di Giuliana Berlinguer – serie TV, tre episodi (1969-1971)
- Qualcuno bussa alla porta – serie TV, un episodio (1970)
- Il laccio rosso, regia di Guglielmo Morandi (1971)
- Il fauno di marmo, regia di Silverio Blasi (1977) – anche scenografia

## Programmi televisivi
- Doppia coppia (1969-1970)
- Canzonissima (1970)
- Sai che ti dico? (1972)
- L'appuntamento (1973)
- Hai visto mai? (1973)
- Punto e basta (1975)
- Rete Tre (1976)
- Il guazzabuglio (1977)
- Macario più (1978)
- Tilt (1979)
- Gran varietà (1983)
- Ci pensiamo lunedì (1983)
- Bene, bravi, bis (1984)
- Premiatissima (1984-1986)
- La Corrida - Dilettanti allo sbaraglio (1986-1988)
- SandraRaimondo Show (1987)
- Colorado (1997)